# Porcelana

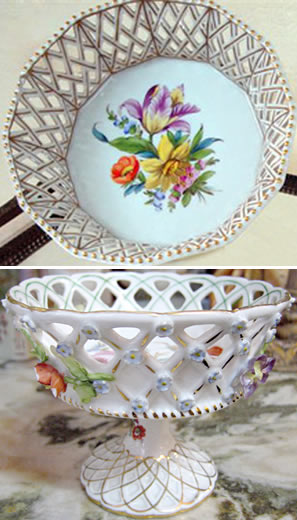
Fruteira de porcelana e biscuit de porcelana, de fabricação da Vieira de Castro S/A, Rio de Janeiro, RJ, Brasil

A porcelana é um produto branco impermeável, translúcido e de aspecto brilhante. Ela se distingue de outros produtos cerâmicos, especialmente, da faiança e da louça, pela sua vitrificação, transparência, resistência, completa isenção de porosidade e sonoridade.
Basicamente as matérias primas da porcelana são: argila, quartzo, caulim e feldspato.

## Origens
O termo que deu origem ao nome porcelana vem do italiano porcellani, ou porquinhas (porcellino é a palavra para leitão em italiano), que é o apelido das conchas de cauri em Veneza, tão macias ao tato quanto o "pequeno jarro verde-acinzentado" que Marco Polo trouxe de sua viagem ao Oriente, especificamente da China. O apelido das pequenas conchas acabou por originar o nome do material porcellana em italiano.
A porcelana é uma variedade de cerâmica dura e resistente, branca, às vezes translúcida, que é preparada a partir de uma mistura triaxial de caulim, feldspato e quartzo.
Todas as evidências apontam para o surgimento da porcelana na China da época "Tang" que teve na época "Song" a sua mais refinada produção com o afinamento da massa, elegância de formas e introdução de novos vernizes, culminando, na época "Ming" com expansão e desenvolvimento até o século XIX.
De lá se difundindo, por volta do século XVI, a porcelana obteve grande desenvolvimento na Coreia e no Japão de onde foi abundantemente importada sendo reconhecida pelo nome do porto de Imari que escoava a produção da zona de Arita e Kutani.

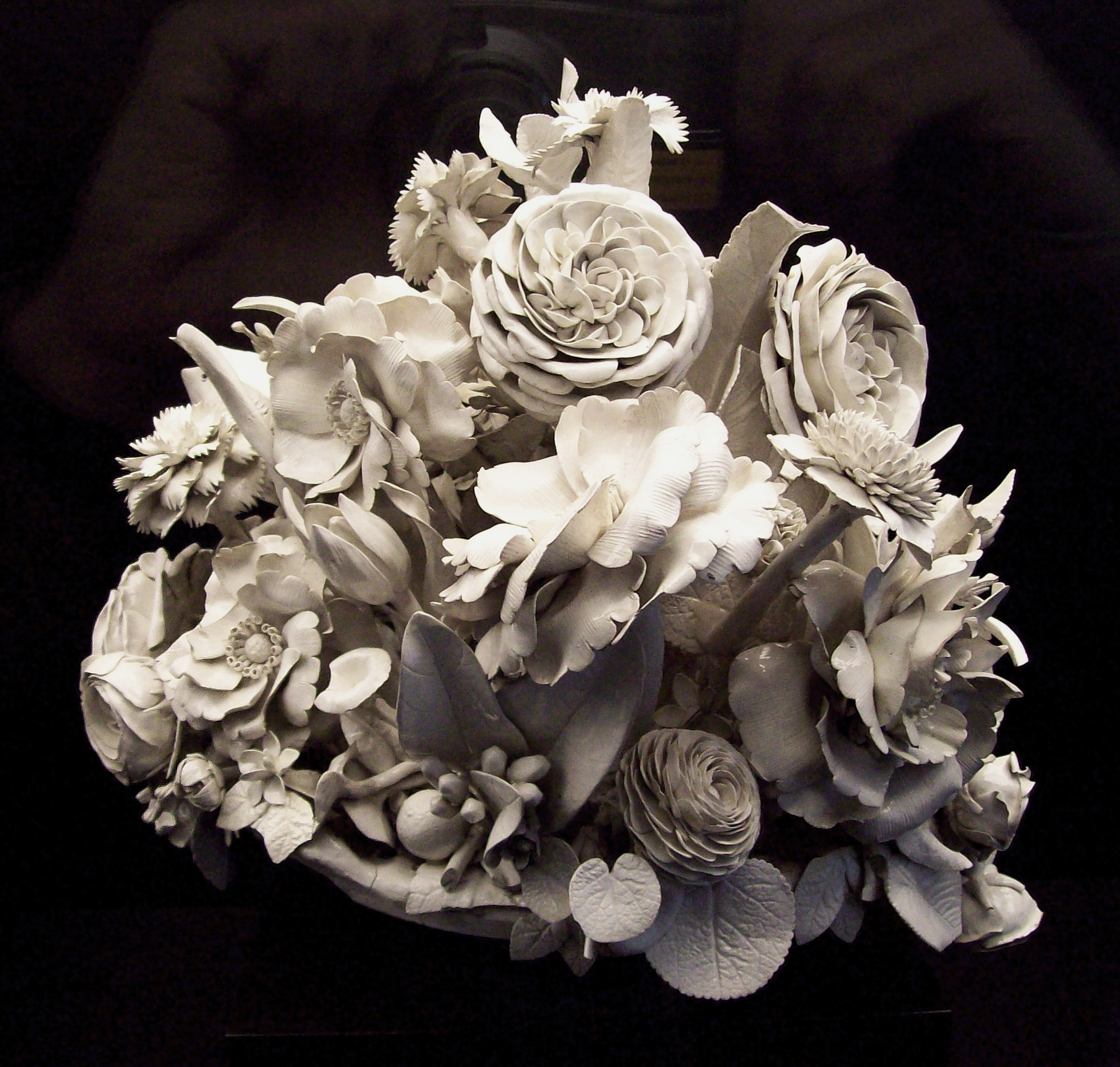
Flores de porcelana (Madrid, Espanha, século XVIII)

Foram os portugueses quem, pelas suas longas e temerárias navegações, introduziram nos mercados europeus a porcelana. Foi Frei Gaspar da Cruz que expôs os processos pelos quais se obtinha, na China, esse produto. Desde o século XVI, graças às importações pelas Companhias das Índias, a produção europeia se limitou a copiar toscamente a porcelana oriental, como a produção de Florença.
Em 15 de janeiro de 1708, Johann Friedrich Böttger e Ehrenfried Walther von Tschirnhaus conseguiram produzir a primeira porcelana europeia dura na Jungfernbastei da fortaleza de Dresden. Após a morte de Tschirnhaus, Böttger desenvolveu o procedimento em Meissen e Dresden. Em 28 de março de 1709, ele relatou em Dresden a invenção da porcelana européia. A partir de 6 de junho de 1710, a primeira instalação européia de produção de porcelana foi estabelecida no castelo Albrechtsburg na cidade de  Meissen (Saxónia) que assim é a mais antiga fábrica europeia. No fim do século XVII, iniciou-se a produção francesa em Rouen e Saint-Cloud que acarretou em 1725 na manufatura Chantily e em 1738 na manufatura Vincennes depois transformada em manufatura real em Sévres.
Desde então, as técnicas se aprimoram na Inglaterra, Portugal, Espanha e especialmente Alemanha, na Europa, e, com a prospecção e seleção de novas jazidas de caulino, no final do século XVIII, chegava à equiparar-se à qualidade da produção oriental.
Conta-se que Luís XVI, fiel ao hábito de seus predecessores, sempre presenteava os dignitários de outros países com porcelanas de Sèvres e tapeçarias de Gobelins, que no fundo se constituía em propaganda da excelência destes produtos.

## Fabricação

### Modelação
É a criação de um modelo em gesso, que serve para a execução de moldes, que se destinam a fazer reproduções do modelo original.

### Modelagem
É a criação de um molde de gesso para modelar uma peça.

### Massa
Área estritamente técnica. Funciona sob supervisão direta de laboratório.
Composição da Massa:
- Argila - 10%
- Caulino - 40%
- Feldspato - 25%
- Quartzo - 25%

#### Pastosa
É a massa utilizada em peças modeladas em torno. Depois de misturada, a massa é peneirada, em seguida é colocada em filtroprensas (equipamento de filtragem da água sob pressão), que tem por finalidade retirar o excesso de água deixando aproximadamente 25% de umidade. A massa prensada é retirada e acondicionada em depósitos de envelhecimento, para sua conservação até a etapa subsequente de vácuo, que transforma a massa em uma mistura homogênea e sem ar. Neste momento, atinge maior grau de plasticidade, podendo ser torneada.

#### Líquida
Trata-se da mesma massa, porém diluída. Contém aproximadamente 30% de água. Também é chamada de barbotina. Usada na fabricação das peças para as quais se usa um molde. O molde é preenchido com a massa líquida, e depois de um breve tempo de secagem parcial, é aberto para a retirada da peça de seu interior.

### Fabricação
Peças modeladas a torno: redonda.

#### Modelagem automática
Responsável por 90% deste processo, sendo utilizado para produzir pratos, pires, xícaras, tigelas e saladeiras pequenas.

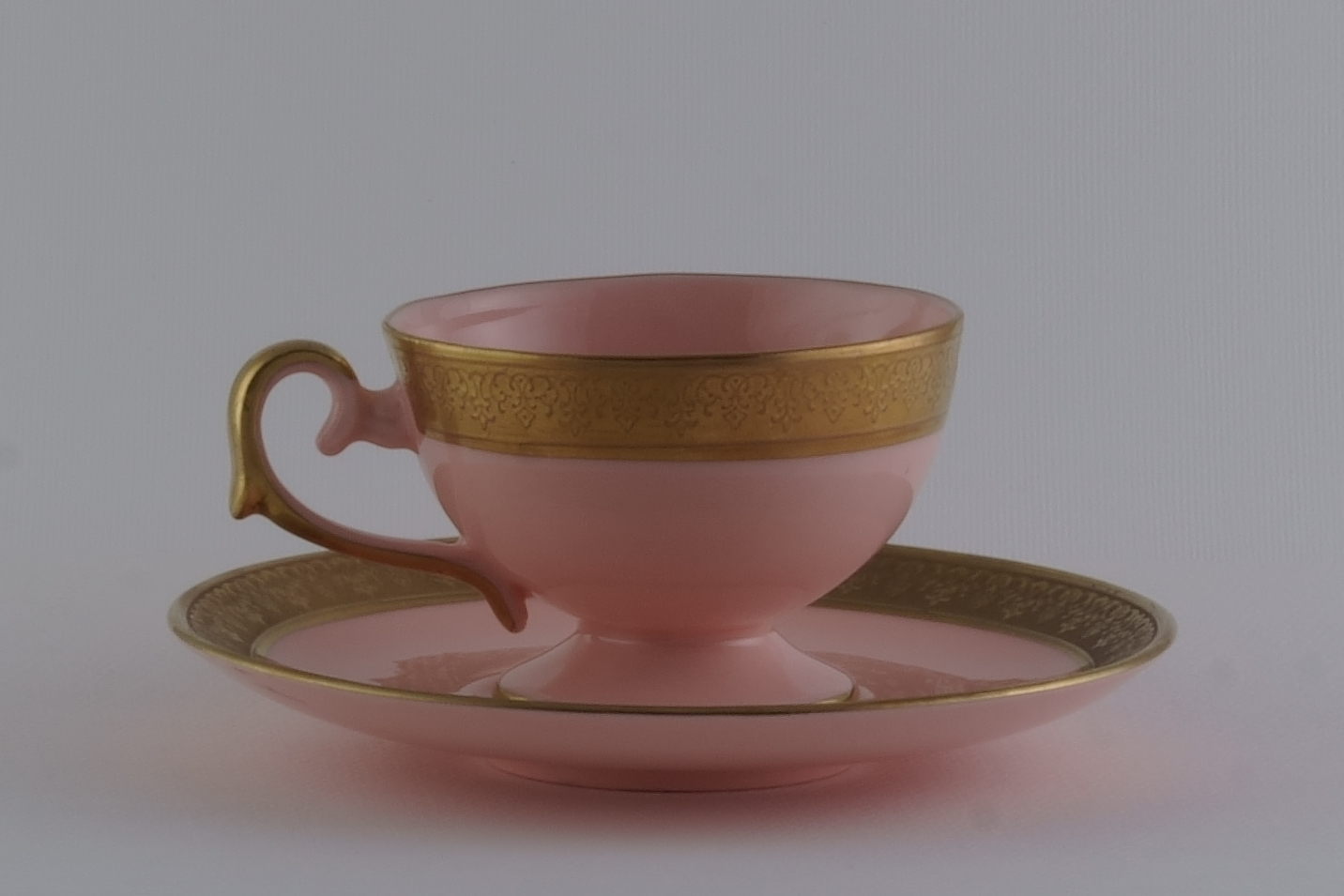
Xícara de porcelana

#### Modelagem
Para as peças de maior dimensão, como: saladeiras grandes, prato de arroz e prato de bolo.
Peças moldadas a líquido: ocas, ovais e retangulares. Este processo também é chamado de colagem. Consiste em encher formas de gesso com a massa líquida. Após decorrido o tempo necessário para formação das paredes na espessura desejada (absorção da água pelo gesso), o excesso de massa é despejado. Os cabos e alças passam pelo mesmo processo e são colados manualmente.
As peças obtidas por colagem são: bules, leiteiras, cafeteiras, sopeiras, manteigueiras, açucareiros, travessas, etc. Após a secagem todas as peças são esponjadas para corrigir eventuais imperfeições.

### Queima
Depois de secas as peças sofrem a primeira queima, denominada biscoito, a 900 °C, cujo objetivo é dar às peças resistências e porosidade para a perfeita absorção do verniz. Nesta etapa as peças adquirem um tom rosado.
O verniz é composto pelos mesmos materiais da massa, em quantidades diferentes.
Através de um processo manual de imersão, o verniz adere à superfície da peça, formando uma película de cobertura. Após a aplicação do verniz ocorre uma segunda queima, que é realizada a uma temperatura que varia entre 1 300 °C a 1 350 °C.
Nesta fase a massa torna-se completamente compacta, totalmente sem porosidade, adquirindo cor branca e vitrificada (fusão do verniz sobre a massa). Esta segunda queima dura em média 31 horas, podendo chegar até 89 horas, dependendo da extensão do forno utilizado.
As peças já prontas são encaminhadas para o setor de classificação, que controla a qualidade do produto, que então é lixado e pronto para ser decorado.

#### Tipos de Queima
O processo de aplicação do decalque na porcelana pode ter dois tipos de queima: uma chamada "sobre esmalte", onde a peça é levada ao forno numa temperatura de aproximadamente 800 °C.
O outro tipo, que é uma tecnologia chamada "fogo forte", ou seja, a peça é queimada a uma temperatura de aproximadamente 1 200 °C, sendo que com este tipo de queima o decalque se funde com o esmalte que a porcelana tem na superfície, garantindo que a decoração nunca sofra desgaste.

### Decoração
A decoração da porcelana é feita de diversas formas: com o uso de pintura à mão livre, uso de estanhola (molde vazado), a aplicação de decalque, transfer e a de filetes (ou listel). Algumas peças recebem mais de um processo durante sua decoração.
Como o processo de decoração feito com pintura manual demanda muitos artesãos qualificados, e maior tempo de execução, não é mais praticado em larga escala, exceto por algumas poucas fábricas, que tem na decoração manual o seu diferencial.
A estanhola nada mais é que um molde vazado, que serve de máscara para a aplicação da tinta à mão, com uso de pincel ou aerógrafo.
O decalque é um adesivo impresso em gráficas, em um papel adesivo especial, que é removidos do suporte quando mergulhado em água, e é então aplicado na peças de porcelana. Após ser colocado na posição correta, passa-se uma borracha para alisá-lo e fixá-lo. Na queima final da peça de porcelana, o papel adesivo é carbonizado, restando apenas a tinta impressa no decalque, que se funde ao verniz da porcelana.
O transfer é um processo similar ao decalque, pois também é uma imagem impressa sobre um papel (ou tecido, forma mais antiga de aplicação de transfer). Mas enquanto o decalque é aplicado após a vitrificação da porcelana, o transfer é aplicado antes, desta forma ficando por baixo do verniz final ("baixo verniz"), e sendo mais resistente ao desgaste. Geralmente é monocromático, e é a forma tradicional de decoração das peças "azul e branco", e todas as decorações que costumam recobrir em larga escala uma peça, como cenas inglesas, padrões florais, etc.
Os filetes são aplicados com dois tipos de pincéis: a trincha (pincel largo e sem ponta) e o pincel fino (de ponta fina e delicada). As peças são colocadas em um torno para que possam girar livremente, assim a mão do filetador pode ficar apoiada e fixa evitando falhas no filete.
Após a decoração, as peças passam pelo controle de qualidade e a seguir sofrem a segunda queima para fixação da decoração. Atualmente em algumas decorações o filete já está no decalque (adesivo), reduzindo assim o processo em apenas uma queima.
Após as queimas a porcelana é lixada para retirar algum resíduo do decalque. Após esta operação a mercadoria já pode ser embalada e comercializada.